# Li Qin
Li Qin (Chino: 李沁, Pinyin: Lǐ Qìn), conocida artísticamente como Sweet Li, es una actriz china, modelo y cantante.

## Biografía
Li Qin a la edad de 11 años estudió ópera tradicional China en la Escuela Central de Shipai (inglés:"Shipai Central School").
Más tarde estudió en la Academia de Teatro de Shanghái (inglés:"Shanghai Theatre Academy"), con una especialización en Ópera Tradicional China en 2008,le gusta realizar ópera especialmente Kunqu,Shaoxing.
Su idioma de Li Qin es mandarín, cantonés también en algunos series o películas que filmó hablo en inglés y es muy buena amiga de la actriz Tang Yixin.
En 2016 empezó a salir con el actor Deng Lu

## Carrera
Es miembro de la agencia "Li Qin Studio". 
En el año 2010 Li Qin apareció en la serie The Dream of Red Mansions donde interpretó a Xue Baochai de joven, la prima de Lin Daiyu. Papel interpretado por la actriz Michelle Bai de adulta.
El 15 de junio del 2011 Li Qin se unió al elenco principal de la película The Founding of a Party donde dio vida por primera vez a Yang Kaihui, la segunda esposa del dictador chino Mao Zedong (Liu Ye).
Li Qin en el 8 de julio del 2016 se unió al elenco secundario de la película Never Gone donde interpretó a la estudiante Meng Xue, una joven que siente un amor no correspondido por Cheng Zheng, su amigo de la infancia.
El 12 de agosto del mismo año se unió al elenco secundario de la película Love O2O también conocida como "One Smile is Very Alluring" donde dio vida a Meng Yiran, una joven inmadura que tiene un amor no correspondido por Xiao Nai.
El 5 de junio de 2017 se unió al reparto principal de la popular serie china Princess Agents junto con Zhao Liying, Lin Gengxin y Shawn Dou donde interpretó a Yuan Chun, la Princesa del Wei Occidental, una joven amable y sencilla que debido a los acontecimientos infortunados se convierte en una persona amargada, fría, vengativa y astuta,el final de la serie en agosto del mismo año.
El 28 de junio del mismo año se unió al elenco de la película The Founding of an Army donde volvió a dar vida a Yang Kaihui. La película es la tercera entrega de la trilogía Founding of New China.
En el 2018 se incorporó como actriz recurrente a la serie china Ruyi's Royal Love in the Palace donde interpretó a Han Xiangjian, la Consorte Rong, una mujer hermosa que es llevada al palacio en contra de su voluntad después de que su tribu fuera conquistada por la Dinastía Qing.
En septiembre del mismo año se unió al elenco de la serie Battle Through the Heavens también conocida como "Fights Break Sphere" donde dio vida a Xiao Yixian, la hija del Rey del Hielo y la amiga de Xiao Yan (Leo Wu), cuyo cuerpo está lleno con diferentes tipos de venenos.
El 13 de septiembre del 2019 aparececio en la película Jade Dynasty donde dio vida a Lu Xueqi.
Li Qin participó durante las sesiones fotográficas de "Peacebird x Harry Potter Collection".
El 30 de septiembre del mismo año se unió al elenco de la película The Captain también conocida como "The Chinese Pilot" donde interpretó a la auxiliar de vuelo Zhou Yawen. La película está basada en el aterrizaje de emergencia del vuelo 3U8633 de Sichuan Airlines ocurrido en mayo de 2018.
El 26 de noviembre del mismo año se unió al elenco de la serie Joy of Life donde dio vida a Lin Wan'er, el interés amoroso del Príncipe Fan Xian (Zhang Ruoyun) y la hija del canciller de Qing, hasta el final de la serie en enero del 2020.
El 19 de noviembre de 2020 se unió al elenco principal de la serie The Wolf también conocida como "The Majesty of Wolf" donde interpretó a Ma Zhaixing, la hija del gobernador, una joven de espíritu libre a quien le encanta hacer amigos.
Ese mismo año se unirá al elenco principal de la serie My Dear Guardian donde dará vida a la doctora Xia Chu, una mujer con una personalidad amable. La serie es una adaptación china de la popular serie surcoreana Descendants of the Sun.
Así como al elenco de la serie The Song of Glory donde interpretó a Shen Lige hasta finales de la serie a principios de agosto de 2020.
El 23 de junio del 2021 se unirá al elenco principal de la serie Tears in Heaven donde interpretará a Du Xiaosu una periodista de entretenimiento y diseñadora de arquictetura con un espíritu noble de no rendirse y de buenos sentimientos,es  humilde,tierna y dulce,junto con el reencuentro del actor Shawn Dou quien interpreta a Lei Yuzheng.

## Filmografía

### Series de Televisión
| Año  | Título                          | Personaje      | Notas        |
| ---- | ------------------------------- | -------------- | ------------ |
| 2024 | Joy of Life 2                   | Lin Wan'er     | 48 episodios |
| 2024 | The Criminal Police Force       | San Da Dui     | 12 episodios |
| 2024 | Dear You                        | Shi Dian Dian  | 30 episodios |
| 2024 | Golden Journey                  | Shen Jin Zhen  | 40 episodios |
| 2023 | Miles to Go                     | Liu Qiao Zhen  | 37 episodios |
| 2023 | Where Dreams Begin              | Tong Xiaomei   | 40 episodios |
| 2022 | Thousand Years For You          | Yu Dengdeng    | 36 episodios |
| 2022 | From Love To Happiness          | Gu Xiaowei     | 36 episodios |
| 2021 | Tears in Heaven                 | Du Xiaosu      | 41 episodios |
| 2021 | My Dear Guardian                | Xia Chu        | 40 episodios |
| 2020 | The Wolf                        | Ma Zhaixing    | 49 episodios |
| 2020 | With You                        | Li Tianran     | 20 episodios |
| 2020 | The Song of Glory               | Mu Chang Ge    | 53 episodios |
| 2019 | Joy of Life                     | Lin Wan'er     | 46 episodios |
| 2018 | Battle Through the Heavens      | Xiao Yixian    | 45 episodios |
| 2018 | Ruyi's Royal Love in the Palace | Han Xiangjian  | 87 episodios |
| 2017 | Princess Agents                 | Yuan Chun      | 58 episodios |
| 2017 | Undercover                      | Tang Guo       | 44 episodios |
| 2017 | White Deer Plain                | Tian Xiao      | 76 episodios |
| 2015 | Return of Happiness             | Yu Youwei      | 48 episodios |
| 2015 | Sunflower Love                  | Ye Mingzhu     | 46 episodios |
| 2015 | My Amazing Bride                | Tang Doudou    | 40 episodios |
| 2014 | Only If I Love You              | An Ling        | 42 episodios |
| 2014 | Term of Validity for Love       | Ye Xiangming   | 32 episodios |
| 2013 | Protecting the Grandson         | Li Xiao'ai     | 30 episodios |
| 2013 | Flower Pinellia                 | Xia Ruhua      | 30 episodios |
| 2013 | Return of the Heiress           | Shen Changqing | 50 episodios |
| 2013 | Shining Days                    | Yu Fei         | 80 episodios |
| 2012 | Mother Scheme                   | Jin Puhe       | 38 episodios |
| 2012 | The Watchful Sky                | Pu Tao         | 30 episodios |
| 2011 | General's Diary                 | Xiao Li        | 25 episodios |
| 2011 | China 1921                      | Yang Kaihui    | 32 episodios |
| 2010 | The Dream of Red Mansions       | Xue Baochai    | 50 episodios |

### Películas
| Año  | Título                  | Personaje     | Notas                                                                                           |
| ---- | ----------------------- | ------------- | ----------------------------------------------------------------------------------------------- |
| 2022 | The Perfect Blue        | Wu Guan       | junto a Fan Bingbing, Huang Xuan, Wang Ziwen y Xin Zhilei                                       |
| 2020 | Warm Hug                | -             | junto a Chang Yuan y Shen Teng                                                                  |
| 2019 | Unexpected Love         | -             | junto a Zhang Yixing, Krystal Jung y Wang Yibo                                                  |
| 2019 | Jade Dynasty            | Lu Xueqi      | junto a Xiao Zhan, Tang Yixin, Meng Meiqi y Li Shen                                             |
| 2019 | The Captain             | Zhou Yawen    | junto a Zhang Hanyu, Oho Ou, Du Jiang, Zhang Tian'ai, Jiao Junyan, Chen Shu y Yuan Quan         |
| 2017 | The Founding of an Army | Yang Kaihui   | junto a Liu Ye, Zhu Yawen, Huang Zhizhong, Wang Jingchun, Oho Ou, Liu Hao-ran y Ma Tianyu       |
| 2016 | Love O2O                | Meng Yiran    | junto a Jing Boran, Angelababy, Bai Yu, Tan Songyun y Li Xian                                   |
| 2016 | Never Gone              | Meng Xue      | junto a Kris Wu, Liu Yifei, Qiao Renliang, Li Meng y Jin Shijia                                 |
| 2013 | Amazing                 | Xiao Ke       | junto a Huang Xiaoming, Amber Kuo, Carmelo Anthony, Scottie Pippen, Dwight Howard y Eric Mabius |
| 2012 | Joyful Reunion          | Bai Ping      | junto a Liu Ye, Chen Kun, Huang Xuan, Huang Jue, Liao Fan, Chow Yun-fat y Qi Yuwu               |
| 2011 | Guo Mingyi              | Guo Ruixue    |                                                                                                 |
| 2011 | The Founding of a Party | Yang Kaihui   | junto a Liu Ye, Chen Kun, Chow Yun-fat, Liao Fan y Huang Jue                                    |
| 2011 | Distressed Thief        | Li Manzhen    |                                                                                                 |
| 2011 | Mr. and Mrs. Incredible | Lan Fenghuang | junto a Louis Koo, Sandra Ng, Wen Zhang y Edison Wang                                           |

### Programas de Variedades
| Año        | Programa                    | Notas                       |
| ---------- | --------------------------- | --------------------------- |
| 2021       | The Adventures of Detective | invitado                    |
| 2011, 2021 | Happy Camp                  | 3 episodios - invitada      |
| 2019, 2020 | Day Day Up                  | invitada                    |
| 2020       | Ace vs Ace S5               | invitada                    |
| 2019       | Meet At Temple of Heaven    | invitada                    |
| 2018       | PhantaCity                  | (ep. #8) - invitada         |
| 2017       | Where Are We Going,Dad      | invitada                    |
| 2016       | 我的新衣                    |                             |
| 2016       | Challenger's Alliance       |                             |
| 2015       | We Are in Love              | miembro - junto a Wei Daxun |
| 2014       | Keep Running                | (ep. #54-55) - invitada     |

### Anuncios
| Año  | Marca     | Notas |
| ---- | --------- | ----- |
| 2018 | Coca Cola |       |

### Revistas / Sesiones Fotográficas
| Año        | Título                       | Notas                                                     |
| ---------- | ---------------------------- | --------------------------------------------------------- |
| 2020       | Seifini                      |                                                           |
| 2019       | BOBOSNAP                     |                                                           |
| 2019       | L’Officiel China             | (publicación de diciembre)                                |
| 2019       | Ginger Magazine              | (publicación de noviembre)                                |
| 2019       | L’Officiel China             |                                                           |
| 2019       | Harper’s Bazaar Beauty China |                                                           |
| 2019       | GQ China                     | (tema: "All Eyes On You")                                 |
| 2018       | LOHAS (乐活 健康时尚)        |                                                           |
| 2018       | Harper’s Bazaar China        | junto a Fan Bingbing, Huang Xuan, Wang Ziwen y Xin Zhilei |
| 2017       | COSMOPOLITAN (时尚)          |                                                           |
| 2016, 2018 | L'OFFICIEL (时装)            |                                                           |
| 2016       | ELLE                         |                                                           |
| 2016       | Marie Claire (嘉人美妆)      |                                                           |
| 2016       | OK! (精彩)                   |                                                           |
| 2016       | VOGUE                        |                                                           |
| 2016       | SELF (悦己)                  |                                                           |
| 2012, 2017 | CHIC (小资)                  |                                                           |
| -          | GRAZIA (红秀)                |                                                           |
| -          | Femina (伊周)                |                                                           |

### Endorsos
| Año    | Título | Notas      |
| ------ | ------ | ---------- |
| 2020 - | Oreo   | Embajadora |

### Eventos
| Año  | Título                                      | Notas       |
| ---- | ------------------------------------------- | ----------- |
| 2020 | CCTV Spring Festival Gala 2020              |             |
| 2020 | CCTV Chinese New Year Gala                  |             |
| 2020 | 2019 Jinri Toutiao Gala                     |             |
| 2019 | Joy of Life Fanmeet                         | en Beijing  |
| 2019 | Sina Weibo's - Most Beautiful Performance   |             |
| 2019 | Men of the Year 2019 10th Anniversary Event | en Shanghái |

## Discografía

### Música
| Año  | Canción                                | Álbum                              | Notas |
| ---- | -------------------------------------- | ---------------------------------- | ----- |
| 2015 | Left Hand Hold Right Hand (左手牵右手) | OST de "My Amazing Bride"          |       |
| 2013 | Shadow (影子)                          | OST de "Daughter's Return"         |       |
| 2013 | Hug Me Tight (抱紧我)                  | OST de "Daughter's Return"         |       |
| 2016 | Song of Chasing Kites (追风筝的歌)     | OST de "The Dream of Red Mansions" |       |
| 2010 | Zang Hua Ci (香葬花词)                 | OST de "The Dream of Red Mansions" |       |

### Otros
| Año  | Canción    | Álbum                                                      | Notas                                                                                            |
| ---- | ---------- | ---------------------------------------------------------- | ------------------------------------------------------------------------------------------------ |
| 2020 | 战疫       | Lanzado por China Federation of Literary & Art Circles     | (Canción y mensajes para apoyar a quienes luchan contra el coronavirus) - junto a otros artistas |
| 2020 | Hello 2020 | Interpretación durante el "CCTV Spring Festival Gala 2020" | junto a Zhou Dongyu, Li Xian, Zhu Yilong y Ma Sichun                                             |

## Premios y Nominaciones
| Año  | Categoría                       | Premio                                                    | Trabajo                         | Resultado |
| ---- | ------------------------------- | --------------------------------------------------------- | ------------------------------- | --------- |
| 2019 | Best Supporting Actress         | 32nd Tokyo International Film Festival - Gold Crane Award | The Captain                     | Ganó      |
| 2019 | Best Supporting Actress (Drama) | 2nd Cultural and Entertainment Industry Congress          | The Captain                     | Nominada  |
| 2018 | Best Actress                    | 34th Hundred Flowers Award                                | The Founding of an Army         | Nominada  |
| 2018 | Best Supporting Actress         | 24th Shanghai Television Festival                         | White Deer Plain                | Nominada  |
| 2018 | Leap TV Actor of the Year       | 12th Tencent Video Star Award                             | Ruyi's Royal Love in the Palace | Ganó      |
| 2012 | Best Newcomer                   | 31st Hundred Flowers Award                                | The Founding of a Party         | Nominada  |